# Matabelina cincta
Matabelina cincta är en kackerlacksart som beskrevs av Karlis Princis 1969. Matabelina cincta ingår i släktet Matabelina och familjen småkackerlackor.
Artens utbredningsområde är Elfenbenskusten. Inga underarter finns listade i Catalogue of Life.